# Crianza
Als Crianza (deutsch „Ausbau“, von spanisch criar ‚reifen, großziehen‘) werden spanische Weine mit einem Mindestalter von zwei Jahren bezeichnet, die für eine Zeit im Eichenfass gereift (Barriqueausbau) sind. Die Mindestdauer des Barriqueausbaus ist abhängig von der jeweiligen Regelung der Herkunftsbezeichnung (D.O.). So liegt diese Dauer z. B. für Rioja-Weine bei einem Jahr, für Weine der D.O. Toro lediglich bei sechs Monaten.
Weine, die weniger als die von der Aufsichtsbehörde festgelegte Mindestdauer im Eichenfass reifen, werden inoffiziell auch Semicrianza oder Roble genannt, entsprechen aber laut D.O.-Behörde lediglich einem Jungwein.
Längere Barriqueausbauzeiten ergeben Reserva- bzw. Gran-Reserva-Weine.